# Los Balbases
Los Balbases est une commune d'Espagne dans la communauté autonome de Castille-et-León, province de Burgos. Elle s'étend sur 64,366 km2 et comptait environ 343 habitants en 2011.